# 山本芳明
山本 芳明（やまもと よしあき、1955年 - ）は、日本近代文学研究者、学習院大学教授。

## 略歴
千葉県生まれ。1986年東京大学大学院人文社会系研究科（国語国文学専攻課程）博士課程単位取得退学、学習院大学文学部講師、91年助教授をへて、98年教授。日本近代文学の経済学的研究で知られる。2019年『漱石の家計簿』でやまなし文学賞受賞。

## 著書
- 『文学者はつくられる』ひつじ書房　2000
- 『カネと文学　日本近代文学の経済史』新潮選書、2013
- 『漱石の家計簿 お金で読み解く生活と作品』教育評論社 2018

### 編著
- 『編年体大正文学全集 別巻(大正文学年表・年鑑)』宗像和重共編　ゆまに書房　2003
- 『日本古典文学大系明治編 2 漢詩文集』入谷仙介・揖斐高・宮崎修多・杉下元明共編、岩波書店　2004

## 論文
- ＜山本芳明